# 金皮區政府

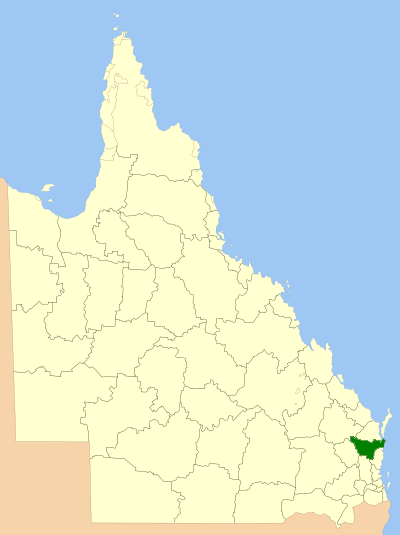
金皮區於昆士蘭州轄境圖

金皮區（英語：Gympie Region）是澳大利亞昆士蘭州的地方政府；2008年，由2個地方政府合併而成，轄境有6898平方公里，所統籌的政府預算有澳幣5,000萬；2006年，人口有42,820人。

## 區議會
金皮區議會有議席8座，未分區選出；區長為直選。

## 外部連結
- 金皮區政府－行政改革委員會